# Cáncer infantil
El cáncer infantil es cualquiera de varias formas de cáncer que afecta a los pacientes en edad pediátrica. Es un proceso de crecimiento y diseminación incontrolados de células. Puede aparecer en cualquier parte del cuerpo. Muchos tipos de cáncer en adultos se podrían prevenir evitando la exposición a factores de riesgo; sin embargo, en los niños aún no se conocen las causas. En países desarrollados como los Estados Unidos y España, cerca de 14 de cada 100 mil niños tienen una forma de cáncer. A la fecha, la tasa de supervivencia de niños afectados de cáncer en España es del 70 por ciento, según los datos del Registro Nacional de Tumores Infantiles. Esta cifra supone un incremento del 15 por ciento en la tasa, en relación con la de los años ochenta. En países en vías de desarrollo, como Venezuela, la incidencia de cáncer infantil es más alta, lo que representa una de las causas más frecuentes de muerte infantil.[cita requerida]
El 15 de febrero se celebra en todo el mundo el Día Internacional del Cáncer Infantil, instituida en Luxemburgo en el 2001. La jornada busca sensibilizar y concienciar a la comunidad respecto de la importancia de esta problemática y de la necesidad de un acceso rápido al diagnóstico y tratamiento oportunos.

## Epidemiología
Considerando todos los grupos de edad, los tipos más frecuentes de cáncer en la infancia son:
- la leucemia (aproximadamente 25%);
- tumores del sistema nervioso central (aproximadamente 20%);
- el linfoma no Hodgkin (aproximadamente 6%);
- la enfermedad de Hodgkin (aproximadamente 5%);
- el tumor de Wilms en el riñón (aproximadamente 5%);
- el sarcoma de Ewing;
- el cáncer de tiroides, cuya incidencia comienza a aumentar en algunas regiones;

A partir de los diez años, también hay una mayor incidencia del osteosarcoma o cáncer de huesos.

## Síntomas
Algunos de los síntomas de alerta son:[cita requerida]
- cansancio
- ojeras
- epistaxis (sangrado nasal)
- aumento de volumen en alguna parte del cuerpo (brazos, piernas, tobillos, abdomen)
- petequias (puntos rojos en la piel)
- leucocoria (aparición de una mancha blanca en el ojo)

Por supuesto, es de suma importancia una detección temprana, para que se tenga un tratamiento oportuno. El cáncer puede provocar reacciones psicológicas negativas tanto en los propios niños como en sus familiares. No obstante, la lucha al abordar los problemas oncológicos también puede dar lugar a cambios psicológicos positivos que demuestran la fortaleza del ser humano, siendo una de ellas el crecimiento postraumático

## En España
La Federación Española de Padres de Niños con Cáncer (FEPNC) lanzó la iniciativa “Ayúdales. Son sólo niños”, que pretende sensibilizar a la sociedad sobre la enfermedad en la infancia.[cita requerida]